# Henri Dewandre

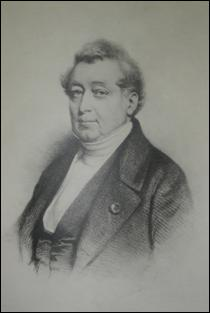
Henri Dewandre

Henri François Joseph Barthélemi Dewandre, ook de Wandre (Luik, 26 februari 1790 - aldaar, 30 september 1862) was een Belgisch advocaat. Hij was lid van het Nationaal Congres.

## Biografie

### Familie
Henri Dewandre was een telg uit de familie Dewandre. Hij was een zoon van beeldhouwer François-Joseph Dewandre en een broer van Barthélemy-François Dewandre, advocaat-generaal bij en raadsheer in het Hof van Cassatie en gemeenteraadslid van Sint-Joost-ten-Node. Hij trouwde in 1820 in Luik met Caroline de Macar (1793-1850), dochter van Pierre de Macar, raadgever van de prins-bisschop van Luik. Ze kregen twee zoons en vier dochters, onder wie:
- Marie-Caroline Dewandre (1822-1873), trouwde in 1842 in Luik met Olivier Leclercq (1810-1896), luitenant-generaal. Ze waren de schoonouders van Alexandre Nicaise, generaal.

Hij was een schoonbroer van Ferdinand de Macar, industrieel, gouverneur en senator.

### Loopbaan
Dewandre volbracht zijn middelbare studies aan het lyceum van Luik. Samen met zijn broer Barthélemy-François trok hij naar Parijs en keerde in 1813 terug met het diploma van licentiaat in de rechten. Hij vestigde zich als advocaat in zijn geboortestad. Hij was een van de promotoren in 1816 van de jongerenconferentie 'La Basoche', waar hij tot in 1826 voorzitter van was. Hij werd bij herhaling tot stafhouder verkozen en werd ook de deken van de advocaten. Hij was vele jaren plaatsvervangend rechter en wees na 1830 een uitnodiging af om raadsheer bij het hof van beroep in Luik te worden.
In het sociale leven van Luik was hij onder meer bij de volgende activiteiten betrokken:
- Werkend lid (1815), secretaris-generaal (1817), vicevoorzitter (1845), voorzitter (1847) van de 'Société d'Emulation de Liège'
- Bestuurder van de adviescommissie nopens de gevangenis in Luik (1823) en vicevoorzitter (1834). Hij had heel wat architecturale kennis, die hij aanwendde als raadgever bij de bouw van de gevangenis in Luik.
- Promotor van de vereniging voor de oprichting van een gemeentelijke middelbare school en van een normaalschool (1818)
- Voorzitter van de Commissie voor het Stedenschoon (1825)
- Voorzitter van de Société d'encouragement pour l'instruction élémentaire dans la province de Liège (1829-1838)
- Lid van de bestuurscommissie van het Koninklijk Muziekconservatorium (1848)
- Lid van de controlecommissie voor de psychiatrische instellingen (1852)
- Voorzitter van de Association liégeoise pour l'encouragement des beaux-arts (1857)
- Corresponderend lid van de Koninklijke Commissie voor Monumenten (1861)

Dewandre werd ook erelid van de Académie d'archéologie d'Espagne (1850) en corresponderend lid van de Académie de Grenoble, het Institut archéologique liégeois (1853) en de Vereniging voor Wetenschappen, Kunsten en Letteren in Antwerpen (1841). 
In oktober 1830 werd hij gemeenteraadslid van Luik en bleef dit tot in 1836.
Op 5 november 1830 werd Dewandre tot plaatsvervangend lid van het Nationaal Congres verkozen als vertegenwoordiger van het arrondissement Luik. Hij trad toe tot het Congres op 14 april 1831, in vervanging van de ontslagnemende Joseph-Louis de Waha, maar bleef slechts lid tot 13 juni. Hij nam in die korte tijd geen enkele keer het woord, maar stemde voor de kandidatuur van Leopold van Saksen Coburg. Waarom hij zijn termijn als congreslid voortijdig beëindigde, is niet geweten.
Sinds 1840 was hij lid van de kerkfabriek van de Heilig Kruiskerk en had een belangrijk aandeel in de restauratie van deze romaanse kerk. Voor het hof van beroep verdedigde hij de eigendomsrechten van de stad op het Paleis van de Prins-bisschoppen en, zodra hij gelijk had gekregen, had hij een aandeel in de versnelling van de restauratiewerken aan dit monument.